# Marilia infundibulum
Marilia infundibulum là một loài Trichoptera trong họ Odontoceridae. Chúng phân bố ở vùng Tân nhiệt đới.